# Amblyaspis nodicornis
Amblyaspis nodicornis är en stekelart som först beskrevs av Nees von Esenbeck 1834.  Amblyaspis nodicornis ingår i släktet Amblyaspis och familjen gallmyggesteklar. Arten är reproducerande i Sverige. Inga underarter finns listade i Catalogue of Life.